# Joachim Heinrich von Vieregg
Joachim Heinrich von Vieregg (15. december 1610 – 4. juli 1670 i Subzien) var en tysk officer, far til Claus Heinrich von Vieregg og Volrad Paris von Vieregg.
Vieregg blev immatrikuleret 1629 ved universitetet i Rostock og blev så chef for et kompagni fodfolk i hertug Johan Albrecht II af Mecklenburgs tjeneste af oberst Ihlenfeldts Regiment, der senere trådte i svensk sold. Han afgik som major efter freden i Prag (1635). Vieregg gik 1638 i kejserlig tjeneste og blev oberstvagtmester og kommandant i Brünn og blev 1643 oberstløjtnant i spansk tjeneste. Dernæst var han indtil 1659 gehejmeråd hos hertug Gustav Adolf af Mecklenburg-Güstrow, blev 24. april 1666 dansk generalmajor og chef for et gevorbent regiment til fods og kommandant i Glückstadt indtil 1669, hvor han overgav stadens nøgler 24. april. Han blev dernæst gehejme- og krigsråd i Mecklenburg-Güstrow.
Vieregg lod i 1657 det barokke slot Rossewitz opføre. Han blev gift 1645 med Anna Margrethe von Hahn (3. juli 1626 - 21. juli 1690), datter af landmarskal Claus von Hahn til Basedow og Adelheid von Preen. 
Han er begravet i Güstrow.